# Andrzej Sikorowski
Andrzej Sławomir Sikorowski (ur. 10 października 1949 w Krakowie) – polski piosenkarz, kompozytor, gitarzysta, pianista, akordeonista, skrzypek, autor tekstów. Od 1977 w krakowskiej grupie Pod Budą. Z wykształcenia polonista.

## Życiorys
Jest absolwentem filologii polskiej Uniwersytetu Jagiellońskiego. W 1970 został laureatem Festiwalu Piosenki Studenckiej w Krakowie.
Szerszą karierę sceniczną rozpoczął w kabarecie Pod Budą, do którego zarekomendował go Bohdan Smoleń w 1975. Jest autorem zdecydowanej większości tekstów piosenek grupy Pod Budą oraz większości kompozycji.
Napisał przeboje: „Ballada o ciotce Matyldzie”, „Ballada o drugim brzegu”, „Bardzo smutna piosenka retro”, „Kraków, Piwna 7”, „Nie przenoście nam stolicy do Krakowa” (w duecie z Grzegorzem Turnauem), „Rozmowa przez ocean”, „Rozmowa z Jędrkiem” (w duecie z Andrzejem Zauchą), „To już było” i „Tokszoł”. Jego piosenki wykonywali m.in. Alicja Majewska, Maryla Rodowicz, Gayga, Danuta Rinn i Grzegorz Turnau. Napisał także muzykę do ponad 20 filmów animowanych dla dzieci. Zagrał ponad 4000 koncertów w kraju i za granicą – w Stanach Zjednoczonych, Kanadzie, Australii, Belgii, Holandii, Szwecji i Wielkiej Brytanii.
Jest stałym felietonistą piątkowego wydania „Dziennika Polskiego”. Pisał również felietony dla „Przekroju” i „Hustlera”. Autor audycji Muzyczna plotka w Programie I Polskiego Radia. Nagrał dwie solowe płyty: Moje piosenki (1991) i z okazji 40-lecia pracy artystycznej – Zmowa z zegarem (2010), a także kilkanaście płyt z zespołem Pod Budą. Występuje także z Grzegorzem Turnauem w autorskim programie koncertowym „Pasjans na dwóch”. Z Andrzejem Zauchą i Krzysztofem Piaseckim współtworzył kabaret „Sami”.
Z córką Mają grał koncerty zatytułowane Dwie ojczyzny i wydał płyty: Kraków-Saloniki (2005), Śniegu cieniutki opłatek (2006), Sprawa rodzinna (2007) i Okno na Planty (2016).

## Życie prywatne
Żonaty z Chariklią Motsiou, córką greckich emigrantów politycznych, która należała do pierwszego składu grupy Pod Budą. Mają córkę Maję. Mieszka w Krakowie, wcześniej w Rząsce.

## Dyskografia
| 2005                           | Kraków-Saloniki (oraz Maja Sikorowska) - Data: 31 października 2005 - Wydawca: EMI Music Poland               | 29 | - złota płyta |
| 2006                           | Śniegu cieniutki opłatek (oraz Maja Sikorowska) - Data: grudzień 2006 - Wydawca: Wydawnictwo Jagiellonia S.A. | –  |               |
| 2007                           | Pasjans na dwóch (oraz Grzegorz Turnau) - Data: 27 sierpnia 2007 - Wydawca: Music Collection Agency           | 21 |               |
| 2010                           | Sprawa rodzinna (oraz Maja Sikorowska) - Data: 22 stycznia 2010 - Wydawca: EMI Music Poland                   | 5  |               |
| 2010                           | Zmowa z zegarem - Data: 4 października 2010 - Wydawca: EMI Music Poland                                       | 18 | - złota płyta |
| 2016                           | Okno na Planty (oraz Maja Sikorowska) - Data: 7 października 2016 - Wydawca: Pomaton/Warner Music Poland      | 25 |               |
| 2021                           | Andrzej Sikorowski – 50 lat śpiewania - Data: 19 listopada 2021 - Wydawca: Pomaton/Warner Music Poland        | 20 |               |
| „—” pozycja nie była notowana. | |    |               |

## Odznaczenia
- Złoty Krzyż Zasługi (2004)[19]
- Srebrny Medal „Zasłużony Kulturze Gloria Artis” (2005)[20]

## Nagrody i wyróżnienia
- I Nagroda na Festiwalu Piosenki i Piosenkarzy Studenckich w Krakowie za piosenkę Nowy rok (1970)
- Wyróżnienie na Zimowej Giełdzie Piosenki Studenckiej w Opolu za piosenkę Czemu? (1971)
- III Nagroda na Festiwalu Artystycznym Młodzieży Akademickiej w Świnoujściu za interpretację własnych piosenek (1971)
- II Nagroda na Zimowej Giełdzie Piosenki Studenckiej w Opolu za piosenkę Niedokończona myśl (1972)
- Wyróżnienie na Krajowym Festiwalu Piosenki Polskiej w Opolu za Bardzo smutną piosenkę retro (1979)
- Nagroda Dziennikarzy na Krajowym Festiwalu Piosenki Polskiej w Opolu za za muzykę do Polskiej Madonny (słowa Agnieszka Osiecka, wykonanie Maryla Rodowicz) (1987)
- Nagroda Dziennikarzy na Sopot Festival '89 za muzykę do Polskiej Madonny (1989)
- Nagroda Miasta Krakowa w dziedzinie kultury i sztuki (2018)[21]
- Nagroda Specjalna ZAiKS-u (2019)[22]

Źródło:.